# Anaxita constricta
Anaxita constricta là một loài bướm đêm thuộc phân họ Arctiinae, họ Erebidae.